# Styles Bridges
Styles Bridges (Pembroke, 1898. szeptember 9. – Concord, 1961. november 26.) az Amerikai Egyesült Államok szenátora (New Hampshire, 1937–1961).